# Zurgan-Debe
Zurgan-Debe (ros. Зурган-Дэбэ) – wieś (ułus) w Rosji, w Buriacji, w rejonie sielengińskim. W 2010 liczyła 878 mieszkańców.